# L'umanità e i palloni di carta
L'umanità e i palloni di carta (人情紙風船, Ninjo kamifusen) è un film del 1937 diretto da Sadao Yamanaka.
Il film, che risponde alle caratteristiche del genere jidai-geki, è ambientato in un sobborgo di Edo, nel Giappone feudale del XVIII secolo, in quello che è noto come periodo Edo. Descrive le difficoltà di un samurai senza padrone, o ronin, e del suo vicino, un parrucchiere, entrambi con problemi di sussistenza.

## Trama
In un caseggiato estremamente povero, il barbiere Shinza, ha smesso il suo mestiere poco redditizio per darsi al gioco d'azzardo clandestino. Questo però lo fa incorrere nelle ire delle autorità locali, che dopo numerosi avvisi sono passati alle minacce fisiche. Il suo vicino di casa è Unno, samurai senza più un padrone che confida che Mouri, ex maestro del suo defunto padre, del quale l'uomo cerca di consegnare una lettera di raccomandazioni. Mouri evita Unno in tutti i modi, arrivando ad intimidirlo con le sue guardie perché si tenga a distanza.
La moglie di Unno, in attesa di buone notizie, confeziona kamifusen (palloncini di carta giapponesi) e raccomanda al marito di non bere, perché non ne risenta la reputazione e la salute.
Shinza, disperato, prova a vendere i propri attrezzi di lavoro al banco dei pegni. Qui scopre l'impiegato Chushichi in atteggiamenti equivoci con la giovane Okoma, figlia del proprietario Shiroko, già promessa in moglie ad un uomo ricchissimo e attempato con la mediazione di Mouri. Chushichi in maniera sprezzante dice a Shinza che non gli presterà niente. 
Sul più bello di una fiera alla quale accorrono tutti, scoppia un nubifragio. Chushichi si offre di accompagnare a casa Okoma, ma nel cercare un ombrello, è sorpreso da Shinza che rapisce la ragazza. Così pensa di vendicarsi sia dell'uomo del banco dei pegni che di Yatagoro, il tirapiedi del signore, gli scagnozzi dei quali lo hanno picchiato ripetutamente.
Con la complicità del vicino Unno, la cui moglie è fuori per due giorni, Shinza nasconde la ragazza della quale tratta il riscatto con Yatagoro. Questo offre una miseria e Shinza che, rifiutata ogni cifra, pretende che l'uomo si umili davanti a lui.
Yatagoro rifiuta ma poi il suo insuccesso lo mette in pessima luce di fronte al suo signore.
Lo scaltro proprietario del caseggiato, saputo della vicenda, si complimenta con Shinza del coraggio e poi va a trattare per la liberazione della ragazza. Facendo leva su Mouri ottiene un risarcimento dieci volte superiore a quello che era stato offerto da Yatagoro. Recatosi da Shinza riscatta la ragazza ancor prima di parlare di denaro. L'uomo è infatti soddisfatto della sua bravata e poco gli importa della bella cifra che il proprietario ora divide con lui. Offerto da bere a tutto il caseggiato, Shinza riceve anche un invito a duello da parte di Yatagoro. Lasciata la festa si reca ad affrontare un destino certamente nefasto.
Contemporaneamente Unno, spinto a bere dalla soddisfazione di aver saputo di come l'odiato Mouri si fosse umiliato di fronte al proprietario delle case, per riscattare la ragazza rapita, torna a casa, dove la moglie, appena tornata anche lei, ha visto ancora intatta la lettera di raccomandazioni e ha sentito le vicine commentare con sorpresa il coinvolgimento del marito in una questione poco onorevole.
Così mentre il marito ubriaco si addormenta, impugna un coltello e lo uccide, per poi suicidarsi.
Al mattino seguente i vicini parlano di un doppio suicidio. Una cosa che non sorprende troppo nessuno in questi luoghi. Un bambino va a chiamare il proprietario per avvisarlo. Nel correre, un palloncino di carta con cui giocava gli sfugge di mano e finisce in un canale.

## Produzione
Si tratta dell'ultimo film diretto dal talentuoso Yamanaka, tra i più eminenti rappresentanti del collettivo denominato "Narutaki-gumi", prima di morire l'anno successivo in Manciuria, a soli 28 anni.

## Accoglienza

### Critica
Il regista Shinji Aoyama disse che Samanaka si formò seguendo il cinema hollywoodiano degli anni '20 e '30 ed in effetti in alcuni dialoghi si possono cogliere l'influenza dell'Howard Hawks di Scarface - Lo sfregiato (Scarface) (1932) e del Frank Capra di Accadde una notte (It Happened One Night). (1934)